# The Silence (The Twilight Zone)
"The Silence" is een aflevering van de Amerikaanse televisieserie The Twilight Zone.

## Plot

### Opening
The note that this man is carrying across a club room is in the form of a proposed wager, but it's the kind of wager that comes without precedent. It stands alone in the annals of bet-making as the strangest game of chance ever offered by one man to another. In just a moment, we'll see the terms of the wager and what young Mr. Tennyson does about it. And in the process, we'll witness all parties spin a wheel of chance in a very bizarre casino called the Twilight Zone.
— Rod Serling

### Verhaal
Kolonel Archie Taylor, een lid van een exclusieve club, gaat een weddenschap aan met een ander clublid, de praatgrage Jamie Tennyson. Wetende dat Jamie hard geld nodig heeft, biedt hij hem een half miljoen dollar aan indien Jamie een jaar lang zijn mond houdt.
Om Jamie in de gaten te houden, wordt hij in een kleine ruimte geplaatst waarin microfoons hem 24 uur per dag afluisteren. Elke vorm van communicatie gebeurt via handgebaren of geschreven berichten. Wel mag hij van iedereen bezoek ontvangen, wanneer hij maar wil.
Tot ieders verbazing houdt Jamie het 9 maanden lang vol. Archie biedt Jamie 1000 dollar aan als hij per direct vertrekt, zogenaamd omdat hij bang is voor Jamies welzijn. Jamie slaat echter elk aanbod af en blijft waar hij is.
Op de avond dat de weddenschap afloopt geeft Archie toe dat Jamie een stuk sterker is dan hij vermoedde. Hij heeft echter een vervelende mededeling: hij kan Jamie geen half miljoen dollar geven omdat hij al een tijdje terug bankroet is gegaan. Hij hield al die tijd de schone schijn op.
Hierop geeft Jamie Archie een papiertje. Daarop staat geschreven dat Jamie ook niet helemaal eerlijk heeft gespeeld. Wetende dat hij nooit uit zichzelf een jaar kon zwijgen, heeft hij vlak voor de weddenschap inging de zenuwen naar zijn stembanden operatief laten doorsnijden. Hij opent zijn kraag en toont een litteken in zijn nek.

### Slot
Mr. Jamie Tennyson, who almost won a bet, but who discovered somewhat belatedly that gambling can be a most unproductive pursuit, even with loaded dice, marked cards, or as in his case some severed vocal cords. For somewhere beyond him, a wheel was turned and his number came up black thirteen. If you don't believe it, ask the croupier, the very special one who handles roulette in the Twilight Zone.
— Rod Serling

## Rolverdeling
- Franchot Tone: Archie Taylor
- Liam Sullivan: Jamie Tennyson
- Jonathan Harris: George Alfred
- Cyril Delevanti: Franklin

## Trivia
Deze aflevering was ongebruikelijk, daar er geen elementen van sciencefiction of het bovennatuurlijke in voorkwamen. Andere afleveringen waarin dit ook het geval was zijn “Where Is Everybody?”, “The Shelter”, en “The Jeopardy Room”.